# Origami ADN

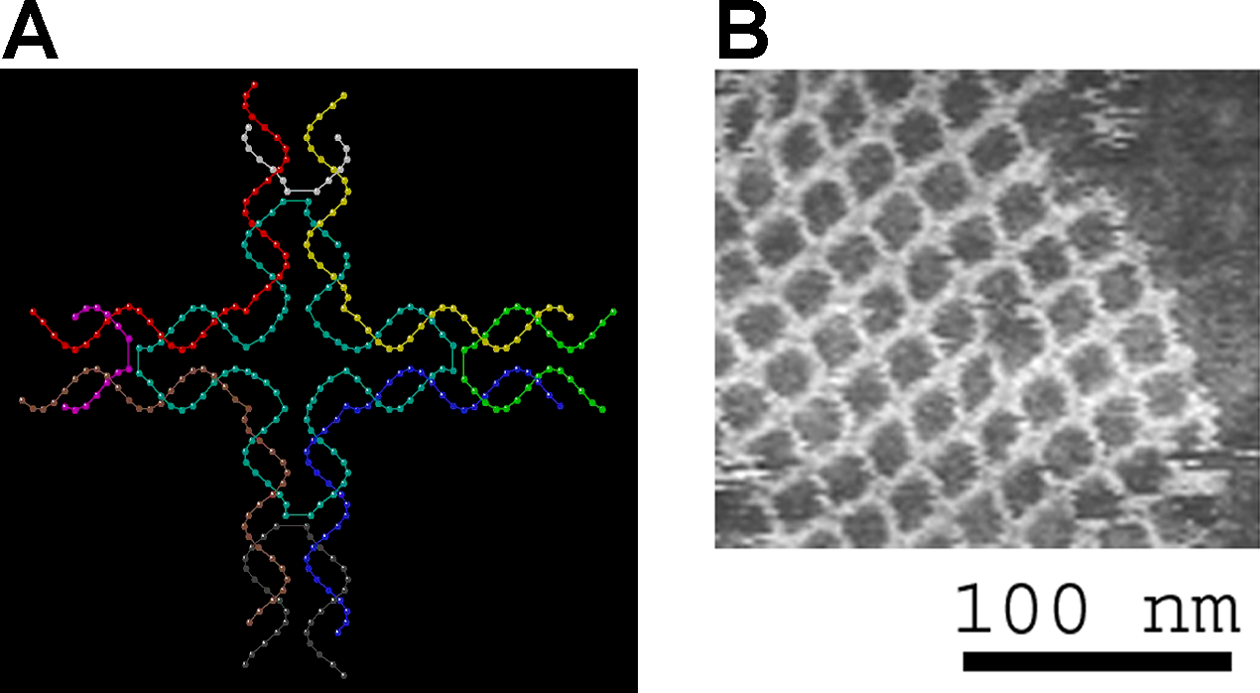
En A, on voit une nanostructure d'ADN constituée de quatre segments joints à 90°. Cela constitue un «bloc» pour la structure visible en B. En B, on voit l'image prise au microscope à force atomique d'une nanogrille bidimensionnelle d'ADN.

L’origami ADN est une technique qui consiste à réaliser des formes arbitraires à partir de morceaux d’ADN. Elle fut développée par Paul Rothemund, du California Institute of Technology, qui en fit l'objet d'une publication dans la revue Nature, en 2006.

## Principe
Les propriétés chimiques des molécules qui composent l’ADN, les bases nucléiques, sont bien connues. On sait que telle pièce se lie à telle autre par des liaisons Watson-Crick, et partant de ce principe, on peut arriver à modeler des structures bi- ou tridimensionnelles. La technique de Rothemund utilise une longue chaîne d’ADN de virus, présentant une structure linéaire et peu complexe, dont on connait exactement la séquence. Ensuite, par ordinateur, on localise les endroits précis où la molécule d’ADN doit être pliée pour arriver à la forme désirée. On synthétise alors de petites pièces qui iront d’elles-mêmes se lier exactement là où on le désire, pour «brocher» le génome viral. C’est de ce pliage que provient le nom original d’origami ADN (DNA origami).

## Applications
La première publication de Rothemund sur le sujet, parue en 2006, présentait des images de constructions aux formes diverses qu’il a réalisées. Les plus originales sont sans doute la carte du monde, le flocon de neige et le bonhomme sourire. Bien sûr, il n’y a pas que des dessins que l’on peut reproduire avec l’ADN. En 2011, par exemple, l’équipe de Hao Yan est arrivé à créer des formes tridimensionnelles fermées. Les applications sont donc multiples, de l’enveloppe dans laquelle on pourrait mettre un médicament qui serait libéré directement dans les cellules, à des processeurs informatiques minuscules et performants, en passant par la calibration de microscopes à fluorescence à super-résolution.